# Batubara (huyện)
Batubara (huyện) là một huyện (kabupaten) thuộc tỉnh Bắc Sumatra, Indonesia. Huyện lỵ đóng ở Limapuluh. Huyện có diện tích 922,2 km2, sân số theo điều tra năm 2007 là 374.715 người. Huyện này được tách ra từ huyện Asahan, khai trương ngày 15/6/2007.

## Các đơn vị hành chính
Huyện gồm có phó huyện hành chính (kecamatan) sau:
Air Putih •
Limapuluh •
Medang Deras •
Sei Balai •
Sei Suka •
Talawi •
Tanjung Tiram